# Lugtesalt
Lugtesalt er ammonium carbonat, (NH4)2CO3·H2O. Ammoniumdampene fra saltet irriterer nasalmembranerne, hvilket udløser en refleks, der får musklerne, der styrer åndedrættet til at arbejde hurtigere. 
Nu om dage bliver lugtesalt solgt som opkvikkende middel i forbindelse med styrketræning. Det findes som både væske og pulverbaseret produkt. Der er lavet forskellige studier med lugtesalt, men ingen entydige beviser på at det kan øge folks vægtstyrke. I USA bliver lugtesalt solgt som et middel mod besvimelse, da det virker opkvikkende. Der forekommer en øget puls og blodgennemstrømning efter ca 15 sekunders virketid. Man “indånder” lugten af pulveret eller væsken, og får effekten umiddelbart herefter.
| Naturvidenskab | Spire Denne naturvidenskabsartikel er en spire som bør udbygges. Du er velkommen til at hjælpe Wikipedia ved at udvide den. |